# Sándor Wladár
Sándor Wladár, född 19 juli 1963 i Budapest, är en ungersk före detta simmare.
Wladár blev olympisk guldmedaljör på 200 meter ryggsim vid sommarspelen 1980 i Moskva.